# Municipio de Clay (condado de Atchison)
El municipio de Clay (en inglés: Clay Township) es un municipio ubicado en el condado de Atchison en el estado estadounidense de Misuri. En el año 2010 tenía una población de 1798 habitantes y una densidad poblacional de 16,52 personas por km².

## Geografía
El municipio de Clay se encuentra ubicado en las coordenadas 40°23′21″N 95°31′44″O / 40.38917, -95.52889. Según la Oficina del Censo de los Estados Unidos, el municipio tiene una superficie total de 108.85 km², de la cual 108,79 km² corresponden a tierra firme y (0,05 %) 0,06 km² es agua.

## Demografía
Según el censo de 2010, había 1798 personas residiendo en el municipio de Clay. La densidad de población era de 16,52 hab./km². De los 1798 habitantes, el municipio de Clay estaba compuesto por el 98,61 % blancos, el 0,22 % eran amerindios, el 0,11 % eran de otras razas y el 1,06 % eran de una mezcla de razas. Del total de la población el 1,61 % eran hispanos o latinos de cualquier raza.